# Ignacy Fojcik
Ignacy Fojcik (ur. 28 września 1871 w Raciborzu, zm. 23 lipca 1967 tamże) – polski działacz narodowy, powstaniec śląski.

## Życiorys
Wychowany został w duchu polskim. Ukończył niemiecką szkołę powszechną w Raciborzu. Działalność swoją rozpoczął w polskim kółku teatralnym, któremu patronował od 1888 r. Działał w Towarzystwie Polsko-Górnośląskim. Od lutego 1919 należał do Polskiej Organizacji Wojskowej Górnego Śląska. Podczas III powstania śląskiego służył w 10 kompanii 4 raciborskiego pułku piechoty. Po podziale Górnego Śląska pozostał w Raciborzu. Członek Związku Polaków w Niemczech. Był w 1922 był honorowym członkiem „Sokoła”, etatowym pracownikiem Banku Ludowego i członkiem zarządu spółdzielni Strzecha. W latach 1925–1932 wchodził w skład zarządu Banku Ludowego.
Po II wojnie światowej uczestniczył w tworzeniu polskich władz w Raciborzu.

## Życie prywatne
Był mężem Matyldy z domu Piskała, ojcem Apolonii (1903−1998), poetki ludowej i działaczki narodowej, publikującej utwory pod ps. Teresa Odrzańska.

## Odznaczony
Srebrny Krzyż Zasługi (18 stycznia 1946)

## Upamiętnienie
Jedna z ulic Raciborza została nazwa imieniem Ignacego Fojcika.